# Muzeum Uniwersyteckie w Toruniu
Muzeum Uniwersyteckie w Toruniu – placówka muzealna prowadzona przez Uniwersytet Mikołaja Kopernika w Toruniu. Znajduje się przy placu Rapackiego 1.
Kierownikiem Muzeum Uniwersyteckiego jest dr hab. Mirosław Adam Supruniuk.
Muzeum powstało 19 stycznia 2005 roku. Jego siedzibą stał się gmach przy placu Rapackiego 1. Otwarto wówczas dwie wystawy. Pierwszą z nich była ekspozycja pamiątek i fotografii związanych z nadaniem jesienią 2004 roku tytułu doktora honoris causa UMK papieżowi Janowi Pawłowi II, zaś druga wystawa prezentowała ponad 100 grafik akwafortysty Konstantego Brandla
Muzeum składa się z czterech działów:
- sztuki europejskiej i światowej oraz przedmiotów kultury materialnej;
- sztuki polskiej w Wilnie i Toruniu;
- sztuki polskiej na świecie;
- świadectwa i pamiątek historii nauki w Wilnie i Toruniu.